# 石塚喜久三
石塚 喜久三（いしづか きくぞう、1904年9月5日 - 1987年10月1日）は、昭和期の小説家。
北海道小樽市花園出身。函館師範学校（現・北海道教育大学函館校）卒業。小樽市の国民学校の教員を務めた後中国大陸に渡り、華北交通張家口鉄路局に勤務した。蒙疆文芸懇話会幹事にも就任。1943年、『蒙疆文學』1月号に寄せた「纏足の頃」で第17回芥川賞受賞。1949年、後藤杜三らと「北海道文学者の会」結成。戦後は官能小説を書いた。

## 著書
- 『花の海』大日本雄弁会講談社 1948
- 『囘春室』大泉書店, 1948
- 『肉体の山河』大泉書店, 1949
- 『情婦』大泉書店, 1949
- 『やったれ 青雲篇』三協商事出版部, 1960
- 『やったれ 竜雲篇』三協商事出版部, 1961

## 註
1. ↑  「20世紀日本人名事典」日外アソシエーツ、2004年
2. ↑  阿莉塔「雑誌「蒙疆文学」(日本語版)目次(上) : 自一九四二年六月至一九四四年八月」（pdf）『九大日文』第5巻、2004年12月1日、400頁、2025年7月8日閲覧。